# Fuori come va?
| Recensione | Giudizio |
| ---------- | -------- |
| AllMusic   | [ 4 ]    |

Fuori come va? è il settimo album inciso dal cantautore rock Luciano Ligabue, pubblicato nel 2002 dall'etichetta discografica Warner Music Italy su doppio LP (catalogo 092 7 45340 1), CD (092 7 45340 2) e musicassetta (092 7 45340 4).

## Il disco
Nel 2008 è stata pubblicata l'edizione rimasterizzata del CD (Warner Music Italy catalogo 518 6 51655 5).

## Successo commerciale
Nel 2002 debutta al primo posto nella classifica italiana degli album, mantenendolo per 6 settimane consecutive.
Rimane in classifica anche l'anno successivo, risultando il 3º disco più venduto nel 2002.

## I video musicali
Corrispondono ai 6 singoli estratti dall'album.
- Questa è la mia vita, su YouTube. URL consultato il 12 ottobre 2014.
Utilizza immagini dal film Da zero a dieci.
- Tutti vogliono viaggiare in prima, su YouTube. URL consultato il 12 ottobre 2014. (brano contenente nel testo anche il titolo dell'album)
- Eri bellissima, su YouTube. URL consultato il 12 ottobre 2014.
- Ti sento, su YouTube. URL consultato il 12 ottobre 2014.
- Voglio volere, su YouTube. URL consultato il 12 ottobre 2014.

Tutti i videoclip sono stati inseriti nei DVD Secondo tempo del 2008 e Videoclip Collection del 2012, quest'ultima distribuita solo nelle edicole.

## Tracce
CD (Wea Italiana 092 7 45340 2)
Testi e musiche di Luciano Ligabue.
1. Nato per me – 4:18
2. Tutti vogliono viaggiare in prima – 4:30
3. Ti sento – 3:39
4. Questa è la mia vita – 4:01
5. Tu che conosci il cielo[8] – 4:17
6. Il campo delle lucciole – 4:18
7. Voglio volere – 5:07
8. Eri bellissima – 3:56
9. Libera uscita – 3:50
10. Tutte le strade portano a te – 4:56
11. In pieno rock'n'roll – 4:41
12. Chissà se in cielo passano gli Who – 4:51

## Formazione
- Luciano Ligabue - voce e chitarra acustica
- Federico Poggipollini - chitarra elettrica e cori
- Mel Previte - chitarra elettrica e semi acustica
- Antonio Righetti - basso
- Roberto Pellati - batteria e percussioni
- Fabrizio Simoncioni - pianoforte, tastiera e cori
- Fabrizio Barbacci - chitarra acustica e cori

## Classifiche

### Classifiche settimanali
| Classifica (2002) | Posizione massima |
| ----------------- | ----------------- |
| Italia            | 1                 |
| Svizzera          | 18                |

### Classifiche di fine anno
| Classifica (2002) | Posizione |
| ----------------- | --------- |
| Italia            | 2         |
| Classifica (2003) | Posizione |
| Italia            | 74        |